# Route comtale 261 (Suède)
La route comtale 261 (en suédois : Länsväg 261) est une route régionale qui relie Årsta dans le commune de Stockholm en Suède,.

## Situation
La route comtale 261 s'étend de Brommaplan à Stockholm jusqu'à Tappström à Ekerö.
Le parcours mesure environ 10 kilomètres de long. 
Sur le parcours se trouve le tunnel de Lindö (sv) de 178 mètres de long.
À Stockholm, un tronçon est la Drottningholmsvägen et à la hauteur du château de Drottningholm à Lovön, elle devient l'Ekerövägen. 
La Länsväg 261 passe par deux ponts, le Nockebybron et le Drottningholmsbron.

## Tracé
| Km    | Lieu          | Carte interactive |
| ----- | ------------- | ----------------- |
| 0 km  | Stockholm     |                   |
|       | Broma         |                   |
|       | Drottningholm |                   |
| 10 km | Ekerö         |                   |

## Galerie

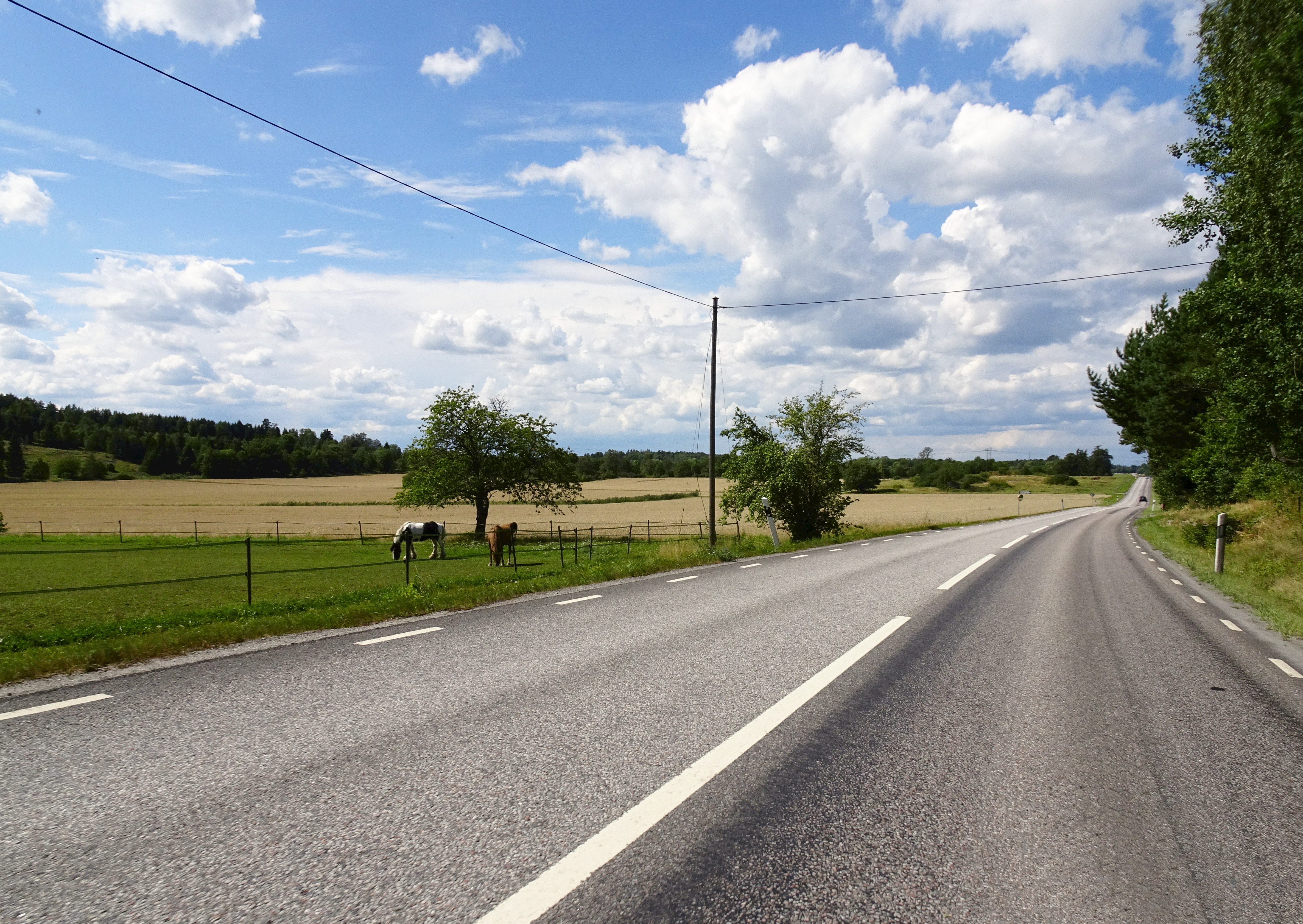
La route près d'Ekerö.
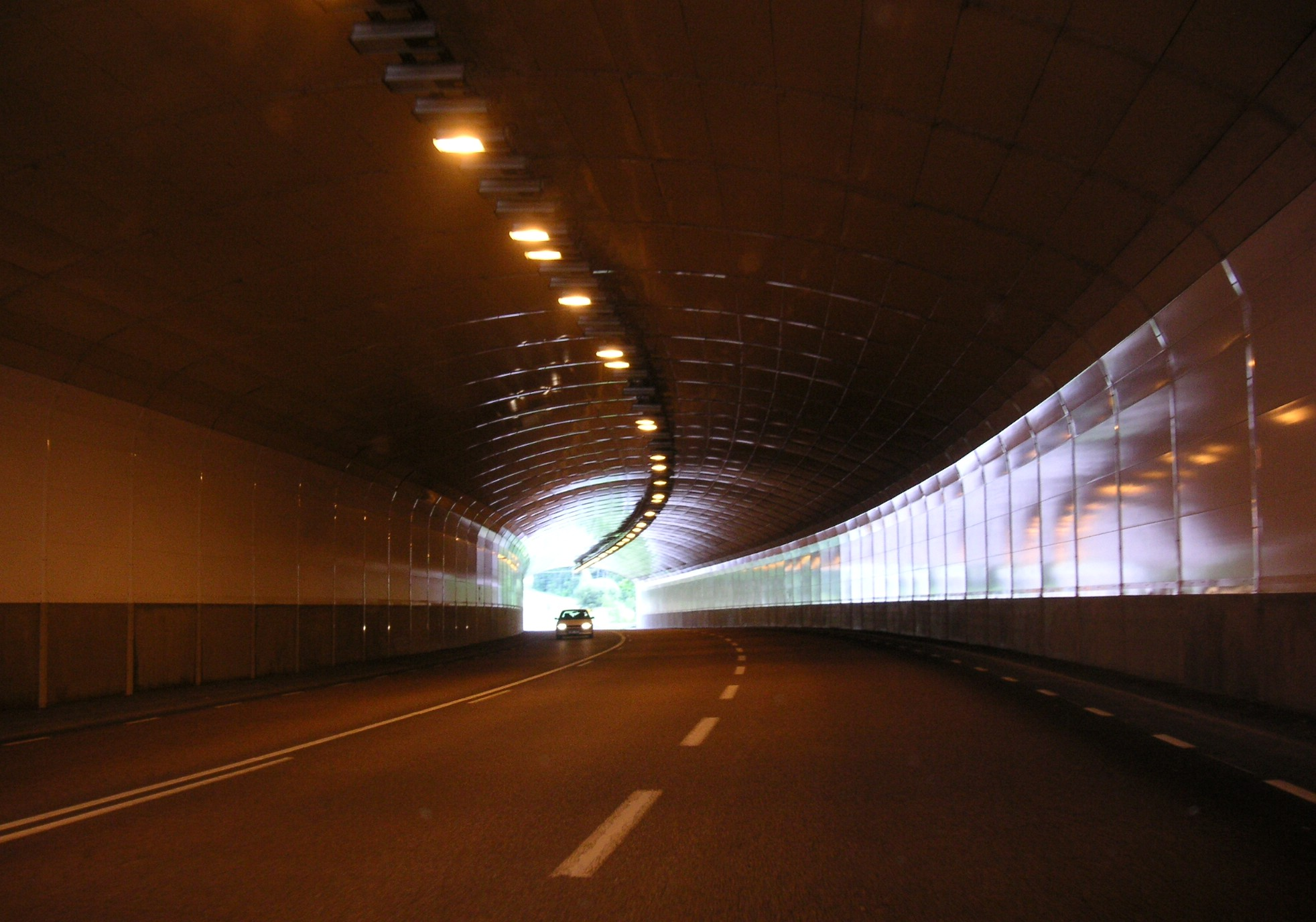
Tunnel de Lindö.
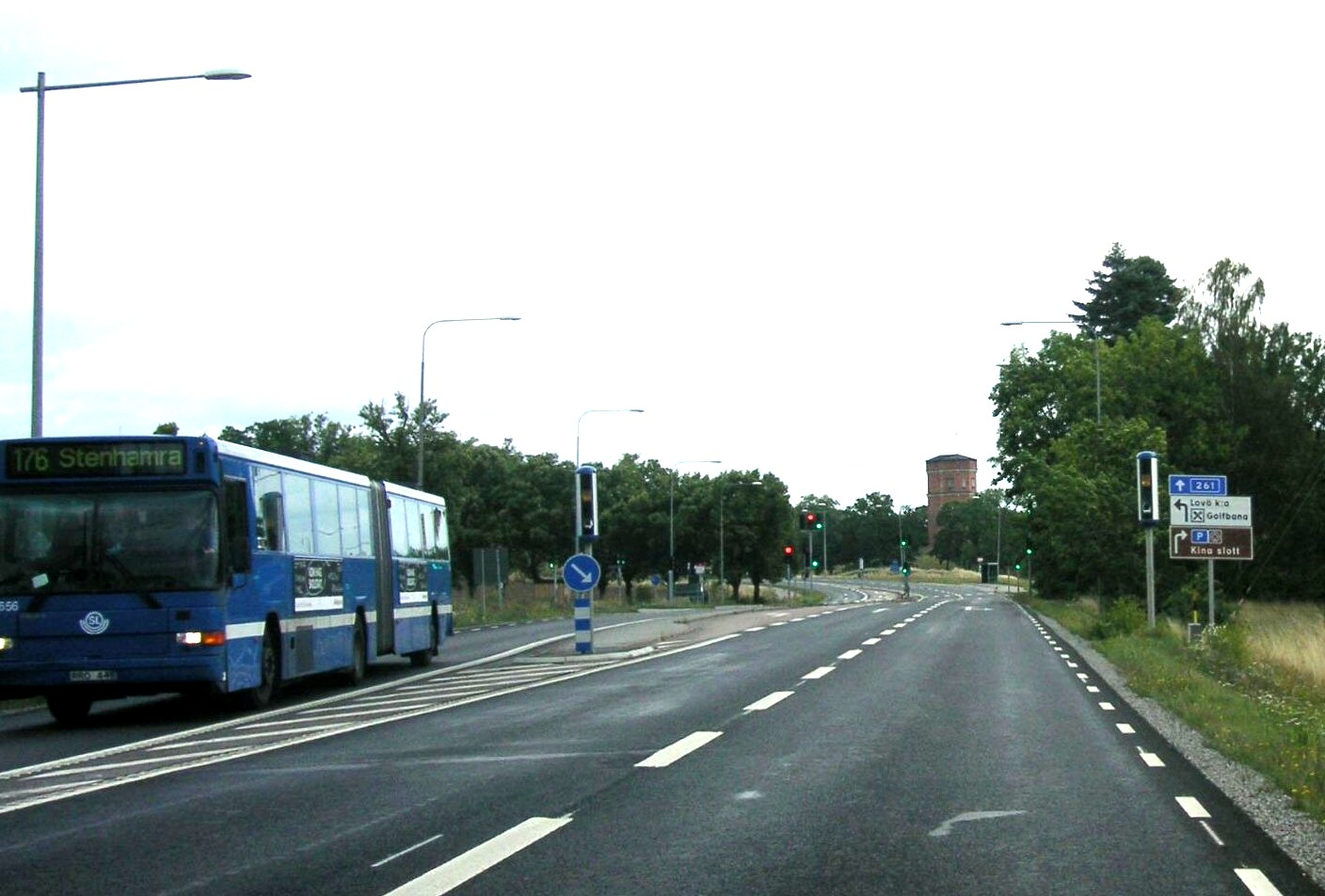
Länsväg 261 au nord-est de Drottningholm.